# Gad Saad
Gad Saad (/ˈɡæd ˈsæd/; em árabe: جاد سعد; em hebraico:  גד סעד; Beirute, 13 de outubro de 1964) é um psicólogo evolucionista libanês e canadense, professor da John Molson School of Business da Universidade Concórdia que aplica psicologia evolutiva à publicidade e ao comportamento do consumidor. Redige um blogue para a Psychology Today e tem um canal no YouTube.

## Primeiros anos e estudos
Gad Saad nasceu em Beirute, no ano de 1964. Sua família era judia, e fugiu para a cidade canadense de Montreal em outubro de 1975 para fugir da Guerra Civil do Líbano.
Na Universidade McGill, bacharelou-se em matemática e ciência da computação, além de um M.B.A.. Fez mestrado e doutorou-se na Universidade Cornell. Seu orientador de doutorado foi J. Edward Russo, um matemático, psicólogo cognitivo e teórico da decisão comportamental.

## Carreira
Saad é professor de publicidade na Universidade Concórdia desde 1994. Em 2021, tem a cátedra de pesquisa em ciências comportamentais e consumo darwiniano. Nesse período, foi professor visitante na Universidade Cornell, no Dartmouth College e na Universidade da Califórnia. Foi editor associado do periódico Evolutionary Psychology de 2012 a 2015. Tem relações com o Centre for Inquiry Canada.
Saad tem um show no YouTube chamado The Saad Truth, um trocadilho com seu sobrenome. (Algo como "A Triiste (sic) Verdade", uma vez que "sad" é "triste" em inglês.) Em 2016, seu canal recebeu milhões de visualizações.
Saad redige um blogue para a revista Psychology Today intitulado Homo Consumericus.

## Na imprensa
A Toronto Star fez um perfil de Gad Saad e sua história de vida foi documentada pela Télévision française de l'Ontario. Suas opiniões também foram mencionadas pela The Economist, Forbes, Chatelaine, Time, The Globe and Mail e  The New York Times.
Saad contribui com artigos para o The Huffington Post e The Wall Street Journal.
Saad apareceu na Reason TV em  novembro de 2011. Em setembro de 2015, foi entrevistado por TJ Kirk no podcast Drunken Peasants. Em 2016, foi o convidado de cinco episódios do The Joe Rogan Experience. Saad também apareceu no podcast #WeThePeople, de Josh Szeps, bem como no de Sam Harris', e no programa de rádio The Adam Carolla Show, Talk Nerdy with Cara Santa Maria, e The Rubin Report.

## Prêmios e honrarias
- Distinguished Teaching Award – John Molson School of Business (2000)[23]
- Darwinism Applied Award – Applied Evolutionary Psychology Society (AEPS) (2014)[24]

## Obra

### Livros
- Saad, G. (2007). The Evolutionary Bases of Consumption.  Mahwah, NJ: Lawrence Erlbaum. ISBN 9780805851502. Book review[25]
- Saad, G. (ed.) (2011). Evolutionary Psychology in the Business Sciences.  Springer: Heidelberg, Germany. ISBN 9783540927839. Book review[26][27]
- Saad, G. (2011). The Consuming Instinct: What Juicy Burgers, Ferraris, Pornography, and Gift Giving Reveal About Human Nature. Amherst, NY: Prometheus Books. ISBN 9781616144296. Book review[28]
- Saad, G. (2020). The Parasitic Mind: How Infectious Ideas Are Killing Common Sense. Washington, DC: Regnery Publishing. ISBN 9781621579595.

### Alguns artigos de periódicos
- "Sex Differences in the Ultimatum Game:  An Evolutionary Psychology Perspective". Journal of Bioeconomics. (2001).
- "The Effect of Conspicuous Consumption on Men’s Testosterone Levels". Organizational Behavior and Human Decision Processes. (2009).
- "Future of evolutionary psychology". Futures. (2011).
- "Evolutionary consumption". Journal of Consumer Psychology. (2013).
- "The framing effect when evaluating prospective mates: An adaptationist perspective". Evolution and Human Behavior. (2014).